# Julio Crisosto
Julio Crisosto (né à Iquique au Chili en 1954) est un joueur de football chilien.

## Biographie
Il passe par les divisions inférieures de l'équipe du Club Deportivo Universidad Católica avant de rejoindre l'équipe première en 1973, année où l'UC descend en D2 chilienne. En dépit de son talent de buteur, il est transféré chez le géant chilien du Colo Colo. En 1974, il devient le meilleur buteur du championnat du Chili avec 28 buts (un des meilleurs ratios de l'histoire du championnat). Après sa période au Colo-Colo, il rejoint le Club de Deportes Naval de Talcahuano dans les années 1980 avant de partir pour la Grèce.
Actuellement, il vit au Chili dans la ville de Til-Til avec sa famille.

## Palmarès

### Distinctions individuelles
| Distinction                                     | Année |
| ----------------------------------------------- | ----- |
| Meilleur buteur de la Primera División de Chile | 1974  |